# Marcin Tyszka
Marcin Tyszka (ur. 13 kwietnia 1976 w Warszawie) – polski fotograf specjalizujący się w fotografii mody. Jego zdjęcia były publikowane w międzynarodowych magazynach, m.in. „Vogue”, „Harper’s Bazaar”, „Elle”, „L’Officiel” i „Vanity Fair”.

## Życiorys
Urodził się w Warszawie, jest synem ekonomistki Miry Tyszki i jej męża Romana, inżyniera. W dzieciństwie trenował taniec towarzyski. W wieku 14 lat zadebiutował w telewizji jako prezenter programu TVP1 dla dzieci i młodzieży 5-10-15. Później brał udział w reklamach walkmanów Sony, pizzy Bambola i chipsów.
W wieku 15 lat zainteresował się fotografią. W domowej piwnicy stworzył pierwsze sesje zdjęciowe aparatem ojca, a do zdjęć pozowała jego matka. W latach 90. zaczął fotografować osoby powszechnie znane, m.in. aktorkę Renatę Gabryjelską oraz piosenkarki: Edytę Górniak i Justynę Steczkowską. W 1994 wykonał swoją pierwszą profesjonalną sesję modową; zdjęcia Waldemara Goszcza jego autorstwa zostały opublikowane w okładkowym wywiadzie dla magazynu „Uroda”. Następnie dla tego samego czasopisma przygotował okładkową sesję z Magdaleną Mielcarz. Został jednym z najmłodszych rozchwytywanych fotografów, pracował m.in. dla pisma „Viva!”. Występował również w rolach epizodycznych, m.in. w serialu Jest jak jest (1994), filmie dokumentalnym Zdrada (1995) oraz dramacie Leszka Wosiewicza Kroniki domowe (1997). W 1999 wyjechał do Madrytu, gdzie początkowo był traktowany z rezerwą ze względu na polskie pochodzenie. Wkrótce poznał w restauracji kilka wpływowych osób, które zaprosiły go na kolację z szefami niemieckiego „Vogue’a” i „Elle” oraz z Cindy Crawford, co zaowocowało sesją dla „Cosmopolitan”. Pół roku później poznał osoby związane z hiszpańskim magazynem mody „Telva”, po czym otrzymał propozycję zrobienia sesji dla tego czasopisma. W 2010 zaczął fotografować dla najbardziej prestiżowych magazynów na świecie, m.in. wykonał sesję z Karoliną Kurkovą dla francuskiego „Elle”, Karoliną Malinowską dla portugalskiego „Elle” i Laetitię Castę dla rosyjskiej edycji „Harper’s Bazaar”. Fotografował również modelki, takie jak Eva Herzigová, Milla Jovovich, Naomi Campbell, Elizabeth Hurley, Karen Elson, Jerry Hall, Rosie Huntington Whiteley czy Dita von Teese. W 2011 sfotografował nagich Anję Rubik i Sashę Knezevica na okładkę „Vivy”, a ich zdjęcie było szeroko komentowane na świecie. Do jego portfolio można zaliczyć liczne sesje okładkowe do magazynów, takich jak portugalski, ukraiński, tajlandzki i australijski „Vogue", brytyjski „Elle”, „Allure Russia” i „Vanity Fair”.
W 2010 został jurorem programu rozrywkowego TVN Top Model. W 2012 wystąpił w reality show TVN Woli & Tysio na pokładzie z Dawidem Wolińskim, a w następnym roku poprowadził program Projekt Tyszka, w którym udzielał lekcji fotografii. W 2019 sfotografował Jona Kortajarenę dla „Vogue Polska Man”.

## Nagrody i wyróżnienia
| Rok  | Nagroda                              | Kategoria                 |
| ---- | ------------------------------------ | ------------------------- |
| 1995 | Panorama of Professional Photography | Nagroda festiwalu w Arles |
| 2005 | Belvedere International Achievement  | Nagroda od grupy LVMH     |
| 2008 | Oskar Fashion                        | Najlepszy polski fotograf |

## Filmografia
- 1997: Kroniki domowe, jako Zyga
- 1995: Zdrada
- 1994: Jest jak jest

## Programy telewizyjne
- 1982–1990: 5-10-15, jako współprowadzący
- od 2010: Top Model, jako juror
- 2012: Woli & Tysio na pokładzie, jako współprowadzący program z Dawidem Wolińskim
- 2013: Projekt Tyszka, jako gospodarz programu
- 2015: Project Runway, jako juror